# Ligurische Alpen
Die Ligurischen Alpen (ital. Alpi liguri / frz. Alpes ligures, dt. auch italienische Seealpen, ligurische Meeralpen) sind eine über 2600 m hohe Gebirgsgruppe im nordwestlichen Italien zwischen der Riviera und Turin. Sie gehören zu den Westalpen und setzen bei der französischen Grenze die Seealpen nach Osten fort. Nach der klassischen französisch-italienischen Einteilung (Partizione delle Alpi) werden die Ligurischen Alpen manchmal als Untergruppe zu den Seealpen gezählt.
Die Ligurischen Alpen bilden das Ende des Alpenbogens, der sich an der Italienischen Riviera nach Osten Richtung Ligurien krümmt und nach einer Senke westlich von Genua in den ligurischen Apennin übergeht.

## Lage und Landschaft
Den größten Anteil an den Ligurischen Alpen hat Italien mit den Regionen Piemont und Ligurien. Auf das französische Département Alpes-Maritimes entfallen 9 % der Gebirgsfläche.
Höchste Erhebung ist mit 2651 m die Punta Marguareis zwischen Piemont und dem Département Alpes-Maritimes.
Die entlang des Golf von Genua verlaufenden Ligurischen Alpen bilden auch die klimatische Scheide zwischen der Poebene und der Italienischen Riviera.
Dominante Landschaftsformen sind senkrechte Felswände und große, karstige Hochflächen.
Die Ligurischen Alpen gelten als Paradies für Botaniker. Aufgrund der Nähe zum Meer kommen hier sowohl mediterrane als auch alpine Arten vor.
Die wichtigsten Flüsse verlaufen nach Norden in Richtung Poebene – als Hauptfluss der Tanaro sowie seine etwa parallelen Nebenflüsse Pesio und Ellero.
Die nach Süden – direkt zum Meer – entwässernden Flüsse sind naturgemäß kürzer. Die größeren von ihnen sind Argentina und Arroscia. Deutlich länger ist nur die Roia am Rande zu den Seealpen.

### Umgrenzung und Gliederung
Die Ligurischen Alpen werden im Westen am Col de Tende (1871 m) von den Seealpen begrenzt und erstrecken sich entlang des Hauptkammes der Alpen (Hauptwasserscheide Po – Ligurisches Meer) bis zum Colle di Cadibona (459 m) im Osten, der den Übergang zum Ligurischen Apennin darstellt – diese Grenze ist eine geologische Störzone, die die nahe verwandten alpinen und apenninischen Gesteine im Verlauf bricht.
Gegliedert wird die Gruppe im Allgemeinen in:
- Marguareis-Mongioie-Kette mit dem Punta Marguareis als Hauptgipfel der ganzen Gruppe, und dem Monte Mongioie, auch „Kleine Dolomiten“ genannt
- Saccarello-Gruppe an der Küste im Süden mit dem Monte Saccarello als Hauptgipfel
- Ligurische Voralpen, der Ostteil, mit den Gruppen von Monte Settepani, Monte Carmo di Loano, Monte Galero und Monte Armetta.

## Frühe Siedlungsformen

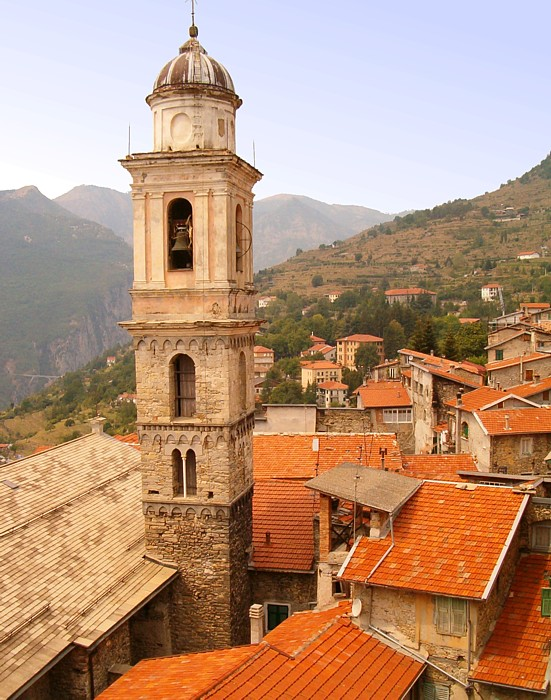
Triora

Aufgrund der früheren ständigen Bedrohung vom Meer her, trifft man besonders häufig auf strategisch günstig gelegene Siedlungen auf Graten, Pässen oder Gipfeln, die in Frankreich „Village perché“, in Italien „borgo arroccato“ genannt werden. Diese Siedlungen sind heute besonders stark vom „spopolamento“ (Entsiedlung und wirtschaftlicher Zusammenbruch) bedroht und so bildet das Ligurische Hinterland, das kulturell alpin geprägt ist, einen starken Kontrast zur ligurischen Küste.
Neben der okzitanischen Minderheit im Pesio-, Ellero-, Corsaglia- und Tanaro-Tal hat sich hier noch eine wenig bekannte Minderheit der Alpen erhalten: die Brigasker. Ihre Orte liegen rund um den Monte Saccarello herum, ein Gebiet wo große Alpweiden zur Verfügung stehen, denn die Wirtschaftsstruktur der Brigasker beruhte auf der transhumanten Viehwirtschaft. Dabei lagen die Winterweiden im Rhone-Delta und an der Riviera, die Sommerweiden in den Cottischen-, See- und Ligurischen Alpen. 1979 stellte der letzte Brigasker-Hirte seine Arbeit ein.

## Naturschutz
Im piemontesischen Teil der ligurischen Alpen (Marguareis-Region) ist seit dem Jahr 1978 der Parco naturale del Marguareis als Naturschutzgebiet ausgewiesen. Auf 6770 Hektar umfasst der Naturpark ausgedehnte, auch für Höhlenforscher interessante Karstgebiete und ist für seine Pflanzenvielfalt bekannt.

## Tourismus

### Schutzhütten
In den ligurischen Alpen gibt es folgende Schutzhütten:
- Rifugio Allavena (CAI, bewirtschaftet)
- Rifugio Don Barbera (bewirtschaftet)
- Rifugio Garelli (CAI, bewirtschaftet)
- Rifugio Havis de Giorgio (CAI, bewirtschaftet)
- Rifugio Mongioie (CAI, bewirtschaftet)
- Rifugio San Remo (CAI)

Die bewirtschafteten Hütten sind im Allgemeinen von Mitte Juni bis Mitte September eines Jahres geöffnet.

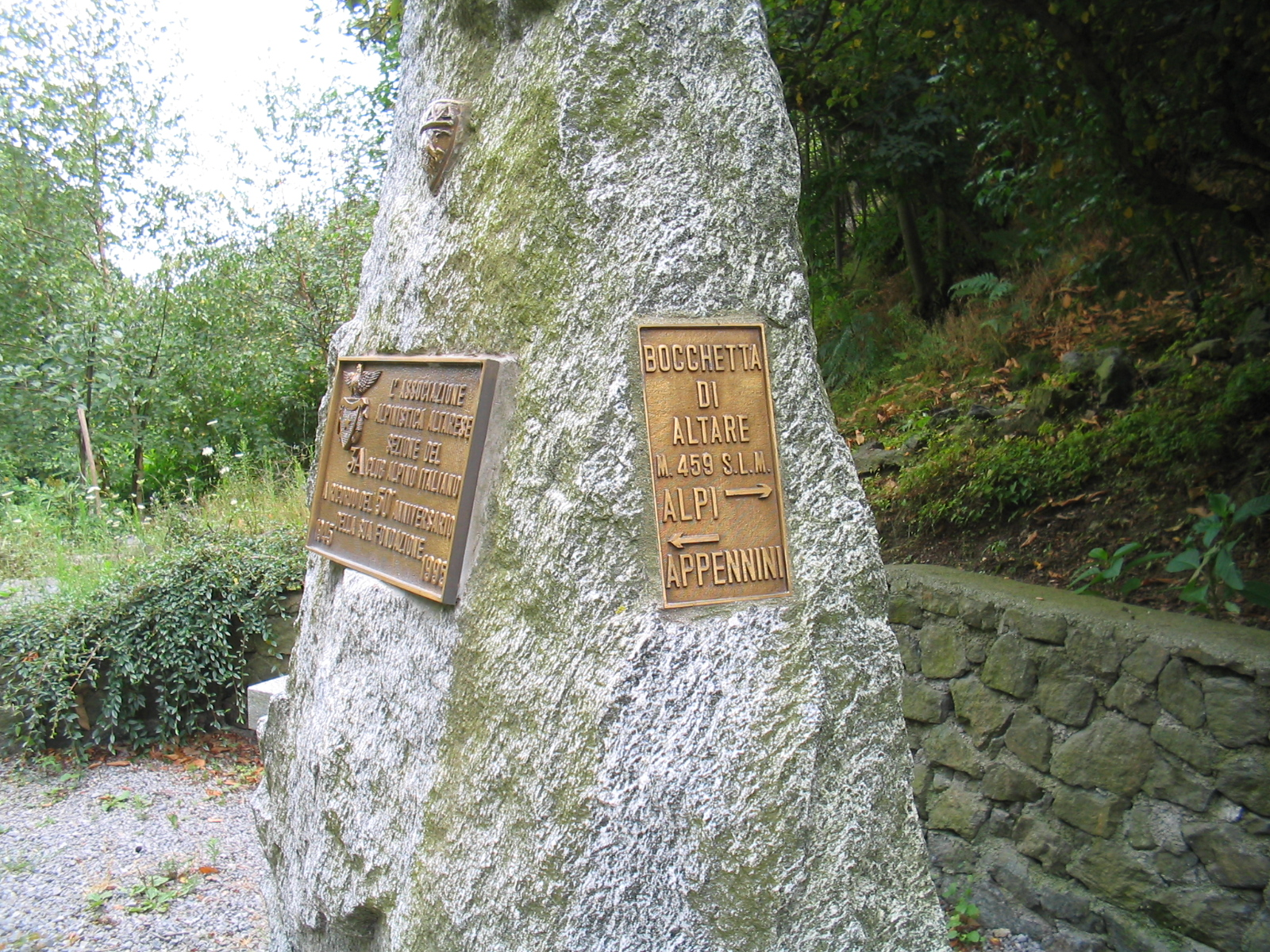
Col di Cadibona, Grenze zwischen Alpen und Apennin

### Fern-/Weitwanderwege
Der Rote Weg der Via Alpina verläuft mit 9 Etappen durch die Ligurischen Alpen wie folgt:
- Etappe R149 von Limonetto zum Rifugio Garelli. Der erste Teil dieser Etappe verläuft noch durch die Seealpen, bis am Col de Tende die Ligurischen Alpen betreten werden.
- Etappe R150 vom Rifugio Garelli zum Rifugio Mongioie
- Etappe R151 vom Rifugio Mongioie nach Ormea im Tanarotal
- Etappe R152 von Ormea nach Garessio
- Etappe R153 von Garessio nach Capraùna
- Etappe R154 von Capraùna zum Colle di Nava
- Etappe R155 vom Colle di Nava nach San Bernardo di Mendatica
- Etappe R156 von San Bernardo di Mendatica nach Colla Melosa
- Etappe R157 von Colla Melosa nach Saorge/Frankreich.

Der Alta Via dei Monti Liguri, durchquert die Gruppe in West-Ost-Richtung, entspricht im Wegverlauf zwischen Garessio und Colla Melosa teilweise der Via Alpina.